# Ida Saint-Elme
Pour les articles homonymes, voir Saint-Elme.
« La Contemporaine » redirige ici. Pour la bibliothèque, voir La Contemporaine (bibliothèque).
Ida Saint-Elme (1778-1845), dite « la Contemporaine », née Maria Johanna Elselina Versfelt, est une aventurière, courtisane et écrivaine néerlandaise.

## Biographie
Née dans une fratrie de sept enfants, elle est la fille d'un pasteur. Elle se maria en 1792, mais quitta les Pays-Bas après la conquête française pour suivre ses amants dans leurs campagnes militaires. Courant ainsi les champs de bataille napoléoniens, elle devint la maîtresse de nombreux officiers français, comme le général Moreau dont elle fut la presque épouse, ou le maréchal Ney.
À partir de 1801, elle se lança sans succès dans la carrière d'actrice, et voyagea en Italie, en Égypte, en Allemagne et en Russie.
Elle connut la célébrité en publiant en 1827 ses souvenirs sous le titre de Mémoires d'une Contemporaine, qui firent scandale et connurent un prodigieux succès. Ils lui valurent son surnom de « Casanova femelle » ou bien de « Veuve de la Grande Armée ». Publiés par le fameux éditeur Ladvocat, ils furent soupçonnés d'avoir été arrangés par quelques hommes de lettres. Ils constituent néanmoins un des rares témoignages féminins sur cette époque, et rapportent d'une manière pittoresque les mœurs du Directoire, du Consulat et de l'Empire.
Elle mourut dans la misère, à l'hospice des Ursulines de Bruxelles, en 1845, à l'âge de 67 ans.

## Publication
- Ida Saint-Elme, Mémoires d'une contemporaine, ou Souvenirs d'une femme sur les principaux personnages de la République, du Consulat, de l'Empire, etc ..., Paris, Ladvocat 1827-1828, 8 volumes.